# 게임 소프트웨어
게임 소프트웨어는 컴퓨터·비디오 게임(게임기)용 소프트웨어 데이터 자체를 가리킨다. 아니면 그 상품의 패키지나 소프트웨어가 제공하는 게임 자체를 가리키기도 한다.

## 개요
게임 소프트웨어라 불리는 것은 콘솔 게임기(가정용 거치형 게임기)에서 재생하는 프로그램 본체와 그 데이터, 또 그 데이터를 수납하기 위한 하드웨어(물리적 매체, 미디어. CD나 게임팩) 자체이나, 흔히 이에 사용 설명서나 패키지(상자 등)를 더한 형태의 풀 패키지를 게임 소프트웨어라 한다. 최근 들어 온라인 소프트웨어 등, 물리적인 매체를 포함하지 않는 판매 형태도 있어 소비자 수준에서는 단순히 '게임이라는 놀잇감을 제공해 주는 소프트웨어'라는 인식 수준을 가지고 있다.
원래 소프트웨어는 물리적인 형태를 지니지 않는 프로그램 자체를 가리켰으나, CD나 롬 카세트같은 형식의 미디어를 포함해 게임 소프트웨어라 부르는 경우가 많다. 물론 미디어 자체는 하드웨어에 속하지만 말이다. 그렇기에 이런 용어를 게임 관련 용어 쪽에서 먼저 알게 되면 다른 뜻으로 인식할 수 있다.
일반적으로 하나의 게임 소프트(여기의 게임 소프트는 미디어의 의미)로 하나의 게임을 플레이할 수 있었는데, 최근에 와서는 정보기록 미디어가 대용량화되며 게임 이외의 놀잇거리('오마케'(덤, 선물)라 불리는 것들)를 포함하거나, 한 미디어에 복수의 게임 프로그램을 넣거나 하는 경우도 있다. 또, 판매 촉진을 위해 패키지 내에 게임 이외의 부가가치를 지니는 물품을 동봉하는 경우도 있다('한정판', '~~동봉판' 등). 대개 첨부 물품은 따로 판매가 불가능한 상태로 포장되어 판매된다.
하나의 소프트웨어는 한 종류의 게임기와 호환성을 유지하기 때문에, 같은 게임 소프트웨어가 여러 대의 게임 기종에서 발매되거나 이식(컨버전)되는 경우가 있다. 최근의 게임기는 후발매 기종이 기존 판매된 이전 기종의 소프트웨어와 호환하는 경우도 있다. (예: 플레이스테이션→플레이스테이션 2→플레이스테이션 3, 게임보이→게임보이 어드밴스, 게임보이 어드밴스→닌텐도DS 등)

## 게임 소프트웨어 기록 매체
- 롬 카세트 (패밀리 컴퓨터, 게임보이, MSX 등)
- 반도체 메모리
  - SD 카드(인터넷에서 다운로드)(Wii)
  - 휴카드(HuCARD)(PC 엔진)
- 자기 디스크
  - 퀵디스크(디스크 시스템)
  - 플로피 디스크(컴퓨터 게임)
  - 하드 디스크(인터넷에서 다운로드)(컴퓨터 게임, 엑스박스, 엑스박스 360 등)
- 광디스크
  - CD-ROM(CD-ROM², 세가 새턴, 플레이스테이션, 플레이스테이션 2, 컴퓨터 게임 등)
  - GD-ROM (드림캐스트)
  - DVD-ROM (플레이스테이션 2, 엑스박스, 엑스박스 360 등)
  - LD-ROM (레이저 액티브)
  - UMD (PSP)
  - 블루레이 디스크 (플레이스테이션 3)
  - 그 밖의 독자규격 디스크 (게임큐브, Wii)

## 같이 보기
- PC 게임
- 비디오 게임